# Antipathes contorta
Antipathes contorta är en korallart som först beskrevs av Brook 1889.  Antipathes contorta ingår i släktet Antipathes och familjen Antipathidae.
Artens utbredningsområde är Södra Ishavet. Inga underarter finns listade i Catalogue of Life.